# Paweł Nowak (biolog)
Paweł Zygmunt Nowak – polski biolog, doktor habilitowany nauk biologicznych.

## Życiorys
Studiował na Uniwersytecie Łódzkim, w 1990 r. doktoryzował się na podstawie pracy zatytułowanej Struktura i funkcja fibrynogenu kręgowców w aspekcie ewolucyjnym, której promotorem był prof. Tadeusz Krajewski, w 2008 r. otrzymał habilitację. Był pracownikiem naukowym na Uniwersytecie Łódzkim. 